# Quercus cedrosensis
Quercus cedrosensis es una especie del género Quercus dentro de la familia de las Fagaceae. Es tá clasificada en la sección Protobalanus, roble americano y sus parientes, que se encuentran en el suroeste de Estados Unidos y el noroeste de México. Tienen los estilos cortos, las bellotas maduran en 18 meses y tienen un sabor muy amargo. Las hojas suelen tener lóbulos con puntas afiladas, con las cerdas en la punta del lóbulo.

## Distribución y hábitat
Es un endemismo de México. Es una planta que se encuentra clasificada como vulnerable debido a la pérdida de su hábitat, al sobre ramoneo de cabras y a la corta de sus pies. 

## Descripción
El desarrollo del encino de la isla de Cedros es derecho. En general en la parte baja, tienen un tronco bastante deshojado, mientras en la parte alta, desarrollan abundantes ramificaciones. Estas plantas crecen tomando las dimensiones de un árbol. En el verano toman una coloración blanquecina. Puede alcanzar los 30 m de altura. No mantiene todas las hojas en invierno.

## Taxonomía
Quercus cedrosensis fue descrita por  Cornelius Herman Muller    y publicado en Madroño 16(6): 188–192, f. 1–3, 5. 1962.
Etimología
Quercus: nombre genérico del latín que designaba igualmente al roble y a la encina.
cedrosensis: epíteto geográfico que alude a su localización en la isla de Cedros.
Sinonimia
- Quercus sedrosensis C.H.Mull., Madroño 16: 188 (1962), orth. var.[3]